# Greccy posłowie do Parlamentu Europejskiego 1989–1994
Greccy posłowie III kadencji do Parlamentu Europejskiego zostali wybrani w wyborach przeprowadzonych 15 czerwca 1989.

## Lista posłów
Wybrani z listy Nowej Demokracji
- Jeorjos Anastasopulos
- Menelaos Chadzijeorjiu, poseł do PE od 25 kwietnia 1990
- Efstatios Lagakos
- Panajotis Lambrias
- Jangos Pesmazoglu
- Filipos Pieros
- Jeorjos Saridakis
- Pawlos Sarlis
- Konstandinos Stawru
- Jorgos Zawos, poseł do PE od 25 kwietnia 1990

Wybrani z listy Panhelleńskiego Ruchu Socjalistycznego
- Paraskiewas Awjerinos
- Manolis Karelis, poseł do PE od 21 października 1993
- Sotiris Kostopulos
- Dimitrios Pagoropulos
- Christos Paputsis
- Jeorjos Raftopulos, poseł do PE od 25 listopada 1993
- Panajotis Rumeliotis
- Janis Stamulis
- Kostas Tsimas

Wybrani z listy Sinaspismos
- Alekos Alawanos
- Dimitrios Desilas
- Wasilis Efremidis
- Michalis Papajanakis

Wybrany z listy DIANA
- Dimitrios Nianias

Byli posłowie III kadencji do PE
- Eftimios Christodulu (ND), do 11 kwietnia 1990
- Marieta Janaku (ND), do 11 kwietnia 1990
- Dionisis Liwanos (Pasok), 22 listopada 1993
- Jeorjos Romeos (Pasok), do 13 października 1993